# Swatar
Swatar egy településrész Málta központi részén, Msida és kis részben Birkirkara helyi tanácsainak területén.

## Története
A Birkirkara és Msida közti terület a 20. században kezdett beépülni. A terület fejlődése akkor vett új lendületet, amikor a környékre telepítették a Máltai Egyetemet és a 2000-es években a Mater Dei kórházat.
2010-től részlegesen önálló, öttagú, nemzeti párti többségű adminisztratív tanáccsal (ún. mini-tanács) rendelkezik.

## Nevezetességei
- Szent Ġorġ Preca templom
- St. Martin's College (magán középiskola)

## Közlekedés
Autóbusszal a kórházhoz érkező járatokkal (110, 117, 118, 120, 122, 123, 135), valamint a 41 (Valletta-Ċirkewwa), 43 (Valletta-Naxxar), 44 (Valletta-Għajn Tuffieħa) számú járatokkal közelíthető meg.